# Cheile Cibului, Alba
Cheile Cibului este un sat în comuna Almașu Mare din județul Alba, Transilvania, România.